# 阿德里安·斯莱克
阿德里安·斯莱克（Adrian Slack，1933年—2018年6月3日）是一位食虫植物作家。他的著作有《食虫植物》（Carnivorous Plants，1979年，2005年）和《食虫植物与种植》（Insect-Eating Plants and How to Grow Them，1986年，2006年）。
阿德里安·斯莱克的这两本提供了优质的种植信息，受到了食虫植物爱好者的喜爱。阿德里安·斯莱克还培育出了数百种园艺种，其中许多都是以他的名字命名的。此外，斯莱克茅膏菜（Drosera slackii）亦是得名于他。